# Lake Wales
Lake Wales is een plaats (city) in de Amerikaanse staat Florida, en valt bestuurlijk gezien onder Polk County.

## Demografie
Bij de volkstelling in 2000 werd het aantal inwoners vastgesteld op 10.194.
In 2006 is het aantal inwoners door het United States Census Bureau geschat op 13.687, een stijging van 3493 (34.3%).

## Geografie
Volgens het United States Census Bureau beslaat de plaats een oppervlakte van
36,3 km², waarvan 34,6 km² land en 1,7 km² water. Lake Wales ligt op ongeveer 45 m boven zeeniveau.

## Geboren
- Vin Baker (23 november 1971), basketballer
- Amar'e Stoudemire (16 november 1982), basketbalspeler

## Plaatsen in de nabije omgeving
De onderstaande figuur toont nabijgelegen plaatsen in een straal van 16 km rond Lake Wales.